# گورنی (ایلینوی)
گورنی (به انگلیسی: Gurnee) یک روستا در ایالات متحده آمریکا است که در شهرستان لیک، ایلینوی واقع شده‌است. گورنی ۳۴٫۹۶ کیلومتر مربع مساحت و ۳۱٬۲۹۵ نفر جمعیت دارد.